# De langste nacht
De langste nacht is een lied van de Nederlandse band Goldband. Het werd in 2021 als single uitgebracht en stond in hetzelfde jaar als zevende track op het album Betaalbare romantiek. 

## Achtergrond
De langste nacht is geschreven door Boaz Kok, Karel Gerlach, Milo Driessen en Wieger Hoogendorp en geproduceerd door Gerlach en Hoogendorp. Het is een nummer dat kan worden ingedeeld in de genres Eurotrance, nederpop en synthpop. Het is een ode aan feesten en het heropenen van het festivalseizoen na de coronacrisis. Het nummer is gemaakt vanuit een lied dat de band eerst had gemaakt maar niet besloten uit te brengen met de titel Spring Break. De band "voelde" de eerste versie niet, maar besloten wel verder te gaan met de beat en een andere tekst erop te schrijven. Hoogendorp en Gerlach gingen samen de studio in en vormden een nieuw refrein. Driessen vertelde dat hij twijfels had bij het maken van het lied over wat hij er nou van vond, maar dat hij hem steeds met beviel nadat de band het bij optredens ten gehore brachten. Ook twijfelde de band om het als single uit te brengen, maar omdat het goed aansloot bij de periode dat er steeds meer kon na de coronacrisis, besloten ze dit versneld uit te brengen.
In het intro wordt het intro van Laura Palmer’s Theme van Angelo Badalamonti, bekend uit Twin Peaks, nagebootst.

## Hitnoteringen
Er waren geen noteringen in de hitlijsten in Nederland, maar de band had bescheiden succes met het lied in Vlaanderen. Hier bereikte het de 39e plek in de Ultratip 100 van de Vlaamse Ultratop 50.

### NPO Radio 2 Top 2000
| Nummer met noteringen in de NPO Radio 2 Top 2000 | '23  | '24  |
| ------------------------------------------------ | ---- | ---- |
| De langste nacht                                 | 1595 | 1998 |

1. ↑  Een vetgedrukt getal geeft de hoogste notering aan.
2. ↑  2023 was het eerste jaar met een notering voor dit nummer.